# Zameus ichiharai
La bruja japonesa (Zameus ichiharai) es una especie inofensiva de escualiforme de la familia Somniosidae, que habita en el Pacífico noroccidental, particularmente la bahía de Suruga y otras aguas adyacentes de Japón a profundidades de entre 500 y 800 m.
Su reproducción es ovovivípara.